# Lotta di popolo
L’Organizzazione Lotta di Popolo (OLP) est un groupe politique extrémiste créé en Italie en 1969 qui a tenté de combiner les idéaux politiques typiques du néo-fascisme avec ceux de l’extrême gauche, à tel point que certains opposants l’ont inclus à nouveau dans la catégorie des mouvements nazi-maoïstes. Il a éclaté en 1973.
Une autre organisation de droite radicale s'appelait Lotta Popolare (LP). Elle est née en 1975 dans le Latium, avec de jeunes leaders comme Paolo Signorelli et Teodoro Buontempo. Il avait des ramifications en particulier en Sicile et en Ligurie et a éclaté en 1978.

## Histoire
Le 1er mai 1969, à la résidence étudiante Via Cesare de Lollis à Rome, l’organisation Lotta di popolo a été créée avec une convention nationale. Les promoteurs incluent Enzo Maria Dantini et Ugo Gaudenzi (anciens représentants de Primula Goliardica), Serafino Di Luia (anciennement d'Avanguardia Nazionale) et Ugo Cascella
Lotta di Popolo est né en tant que mouvement extraparlementaire, rassemblant l'héritage de la section italienne de Jeune Europe et de groupes d'étudiants tels que Primula Goliardica (qui à son tour faisait référence à l'Union démocratique pour la nouvelle république de Randolfo Pacciardi), le Mouvement des étudiants Avant-garde, et la FUAN-Caravella. Il s'est clairement distingué des autres groupes contemporains pour les positions originales, appelées plus tard nazi-maoistes.
L'organisation a revendiqué une continuité avec la participation aux affrontements à Valle Giulia de certains militants d'extrême droite, du mouvement étudiant et de militants de gauche contre la police. La tentative de Lotta di Popolo était de surmonter les luttes étudiantes en abandonnant l'approche nostalgique de la MSI et en exploitant les critiques développées par le mouvement étudiant contre l'orientation réformiste du PCI.
Avec ses tracts, il a attaqué la division du blocus établie à Yalta et le traité de non-prolifération nucléaire recherché par les États-Unis et l’Union soviétique, qui visaient à empêcher l’émancipation des États européens. Il a également affirmé que « l'antifascisme et l'anticommunisme sont de fausses oppositions créées par le système pour canaliser les forces révolutionnaires » et a relancé l'unité du peuple italien « en dehors et contre les institutions » pour se libérer « de l'oppression politique, économique et culturelle des impérialisme américain et soviétiques et de leurs alliés, le Vatican et le sionisme international ».
Au fil du temps, il chercha des références à la révolution culturelle chinoise, protesta contre la guerre du Vietnam, adopta des positions anarchoïdes et reporta la critique nationaliste des mouvements de gauche, affirmant que le communisme ne s'était consolidé en Union soviétique que grâce à: Russification de Staline qui, ayant vaincu l'opposition de Trotsky, a fait appel aux instincts nationaux du peuple russe.
En décembre 1974, certains dirigeants romains du MSI, notamment le prof Carlo Alberto Guida et Romolo Sabatini ont formé un mouvement mouvementiste appelé MSI Lotta Popolare , car ils considéraient que la direction du parti était trop modérée et monarchique. Parmi les adhérents, il y avait le jeune militant du FdG Mario Zicchieri, assassiné le 29 octobre 1975 par des terroristes du Lotta Armata Per Il Comunismo.
Paolo Signorelli, Guida et Sabatini, expulsés du MSI, fondèrent le mouvement politique Lotta Popolare [12] en mai 1976, avec des bureaux également dans le Latium, ainsi qu'en Ligurie, Trieste et en Sicile (Catane et Palerme). Le groupe s'est dissous en 1978 et certains dirigeants ont rejoint Costruiamo l'azione.